# Freycinetia scandens
Freycinetia scandens är en enhjärtbladig växtart som beskrevs av Charles Gaudichaud-Beaupré. Freycinetia scandens ingår i släktet Freycinetia och familjen Pandanaceae. Inga underarter finns listade.